# Whirlpool (cryptografie)
Whirlpool is een cryptografische hashfunctie ontworpen door Vincent Rijmen en Paulo S. L. M. Barreto. Het transformeert een willekeurig aantal bits kleiner dan 2256 en retourneert een 512-bits hash, meestal weergegeven als een 128-cijferig hexadecimaal getal. De naam refereert aan de Draaikolknevel.
De tekst "Op brute wijze ving de schooljuf de quasi-kalme lynx" levert de volgende hash op:
```
FD5030265105BC81B7EB69E9A2B2B7A7
65990CE17BD32DB1EA7BCB74EB28DCE7
05398A074061B0649E709984972BD084
AE4708FD3C699E9C0B24B9592B109D44
```

Sinds de oorspronkelijke specificatie zijn er twee revisies geweest. De oorspronkelijke versie wordt WHIRLPOOL-0 genoemd, de eerste revisie WHIRLPOOL-T en de laatste revisie gewoon WHIRLPOOL.
Voorbeelden van veel gebruikte software die whirlpool gebruiken zijn TrueCrypt en FreeOTFE.